# Zementation

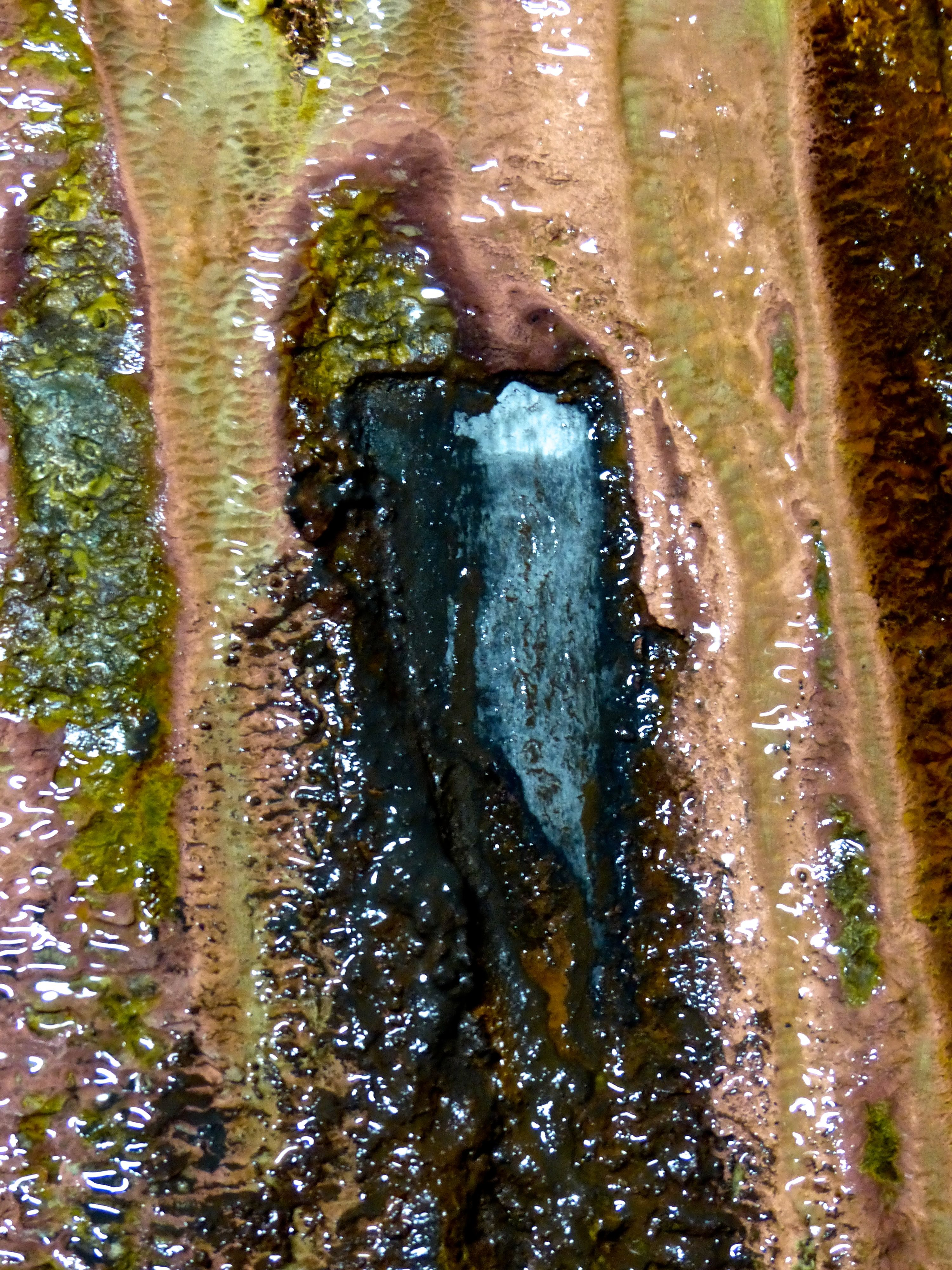
Bildung von Zementkupfer (hellrot) über Eisenplatten (grau) im Kilianstollen (Marsberg)

Zementation ist ein Begriff der Metallurgie, der für verschiedene Verfahren angewandt wird:
- die elektrochemische Abscheidung von Metallen aus Lösungen
- die Oberflächenbehandlung von Metallen durch Einbringen von Fremdmetallen
- die Erhöhung oder Verringerung des Kohlenstoffgehaltes von Metallen
- die Erhöhung des Feingoldgehalts.

## Elektrochemische Abscheidung
Liegt bei der Kupfergewinnung in Erzen oder Abfällen elementares Kupfer vor, so werden diese Ausgangsstoffe zunächst geröstet. Bei diesem Erhitzen in Anwesenheit von Sauerstoff entstehen Kupfer-II-Verbindungen (Zementkupfer als Zwischenprodukt).
Die Ausgangsmaterialien mit Kupfer-II-Ionen werden nun in verdünnter Schwefelsäure ausgelaugt. Dabei lösen sich die Kupferionen (Cu2+) in der Schwefelsäure. Die so entstandene Kupfersulfat-Lösung (Zementwasser) wird von Feststoffen gereinigt und mit Eisenschrott versetzt. Dadurch fällt elementares Kupfer aus:
{\displaystyle \mathrm {Cu^{2+}+Fe\longrightarrow Cu\downarrow +Fe^{2+}} }
das anschließend verschmolzen und elektrolytisch gereinigt wird (Kupferraffination).
Zementwasser kommt auch in Kupferbergwerken als Grubenwasser mehrfach vor.
Ferner zementiert man auch Kupfer durch Zinkerze oder Zink, wodurch eine goldglänzende Oberfläche entsteht (Knittergold).

## Oberflächenbehandlung
Die Oberfläche von metallischen Werkstücken wird zunächst mit dem Zementierpulver behandelt, das Fremdmetalle oder Metallverbindungen enthält. Durch das anschließende Erhitzen werden die Metallphasen verbunden, ohne dass sie aufgeschmolzen werden.
Man bedient sich hierzu luftdichter Behältnisse. Kleinere Objekte werden in Tongefäßen (Zementierbüchsen) behandelt, große in eisernen oder mit Ton ausgekleideten Kästen (Zementierkästen). In den Behältern wird das Werkstück mit dem Zementierpulver umgeben und erhitzt.

## Stahlerzeugung
- Hauptsächlich wird die Zementation zur Aufkohlung von Zementstahl angewendet.
- Adoucieren: durch Glühen von kohlenstoffreichem, sprödem Roheisen zwischen sauerstoffhaltigen Substanzen wie Roteisenstein, Magneteisenstein, Braunstein wird dem Werkstück Kohlenstoff entzogen. Dadurch wird es zäher und hämmerbar.

## Feingold
Silberhaltiges Gold wird durch Zementation fein gemacht: Der Silbergehalt wird erniedrigt, wodurch sich der relative Goldgehalt (Feingehalt) erhöht. Das Gold wird in Form feiner Körnchen oder dünner Bleche mit Eisensulfat, Kochsalz und Ziegelmehl erhitzt. Hierbei bildet sich Silberchlorid, welches schmilzt und vom Ziegelmehl aufgesaugt wird, während das Gold nicht angegriffen wird.

## Weitere Anwendungen
- Nickeloxid wird in einem mit Kohle ausgefütterten Tiegel durch Erhitzen zu hämmerbarem Nickel reduziert.
- In der Meeresgeologie ist die Zementation für die Entstehung von Sedimentgestein verantwortlich. Dies geschieht mit Hilfe der Verkittung von Bindemitteln.